# Fläckpyton
Fläckpyton (Antaresia maculosa) är en liten pytonorm som förekommer i nordöstra Australien, från norra Kap Yorkhalvön och genom östra Queensland till norra New South Wales. Den finns också på öarna utanför Queenslands kust. 
Tidigare ansågs fläckpyton och bland annat australisk dvärgpyton (Antaresia childerni) vara samma art under det vetenskapliga namnet Liasis childreni, men efter ett arbete av Wells och Wellington 1984 som reviderade taxonomin för Liasis childreni accepterades till slut fläckpyton egen art, under släktnamnet Antaresia. Förutom fläckpyton och australisk dvärgpyton innehåller släktet Antaresia ytterligare två arter, Antaresia stimsoni och Antaresia perthensis.
Fläckpyton förekommer i varierande habitat, från östra Queenslands regnskogar till mer torra områden med tät vegetation och klippig terräng. Den blir som mest omkring 100–140 centimeter lång. Ormens byten består av olika mindre däggdjur, bland annat fladdermöss, och ödlor.
Ormen är en av de pytonormar som hålls i fångenskap som husdjur i terrarium.